# STEAG
STEAG (STEAG AG voorheen "Steinkohlen-Elektrizität AG") is een energiebedrijf in Essen.
Steag exploiteert steenkoolcentrales en is actief in energiediensten, stadsverwarming en hernieuwbare energie.
Sinds 2002 behoorde dit bedrijf tot het RAG concern, dat in september 2007 overging in Evonik Industries.
Alle aandelen van het onderdeel Evonik Steag GmbH werden in 2010 en 2014 weer verkocht aan Stadtwerke-Konsortium Rhein-Ruhr (KSBG).